# 술라웨시섬사향고양이
술라웨시섬사향고양이(Macrogalidia musschenbroekii)는 잘 알려져 있지 않은 팜시벳의 일종으로 술라웨시섬에서 발견된다. 술라웨시시벳(Sulawesi civet) 또는 갈색팜시벳(brown palm civet)으로도 불린다. 서식지 파괴와 환경 악화로 인해 지난 3세대 동안(약 15년으로 추정)에 30% 이상으로 추산되는 개체수 감소 추세때문에 국제 자연 보전 연맹(IUCN)이 멸종취약종(VU, Vulnerable species)으로 지정했다. 술라웨시섬사향고양이속(Macrogalidia)의 유일종이다.

## 특징
술라웨시팜시벳의 모피는 연한 갈색을 띤 고동색으로 수없이 얇은 부드럽고 짧은 털이 섞여 있다. 아랫배 쪽은 황갈색부터 흰색까지 다양하며, 가슴은 불그스레하다. 길이 방향으로 한 쌍의 줄무늬가 희미하게 나 있으며, 등 뒷쪽으로 희미한 반점이 몇 개 있다. 구레나룻은 갈색과 흰색이 섞여 있다.
꼬리에 진하고 연한 갈색 고리가 번갈아 가며 나 있으며, 아랫면 쪽은 희미하고 꼬리 끝 쪽으로는 사라진다. 몸길이는 약 35cm이고 꼬리는 25cm로 길다. 뼈입천장을 가진 두개골이 뒷쪽으로 많이 연장되어 있지만, 다른 부분들은 아시아사향고양이와 유사하다. 치아는 아시아사향고양이속 종들과 모두 다르고, 두개의 어금니가 뒷쪽으로 넓게 갈라지는 곳에 거의 나란히 나 있다.
술라웨시팜시벳은 상당히 큰 팜시벳으로 몸무게가 약 3.8~6kg 정도이다.

## 분포 및 서식지
술라웨시팜시벳은 저지대 숲과 산지 숲 하부와 상부, 초원 그리고 농장 근처에서 사는 것으로 기록되어 있다. 농경지보다는 숲에서 더 흔하게 발견된다.